# Барон Хескет

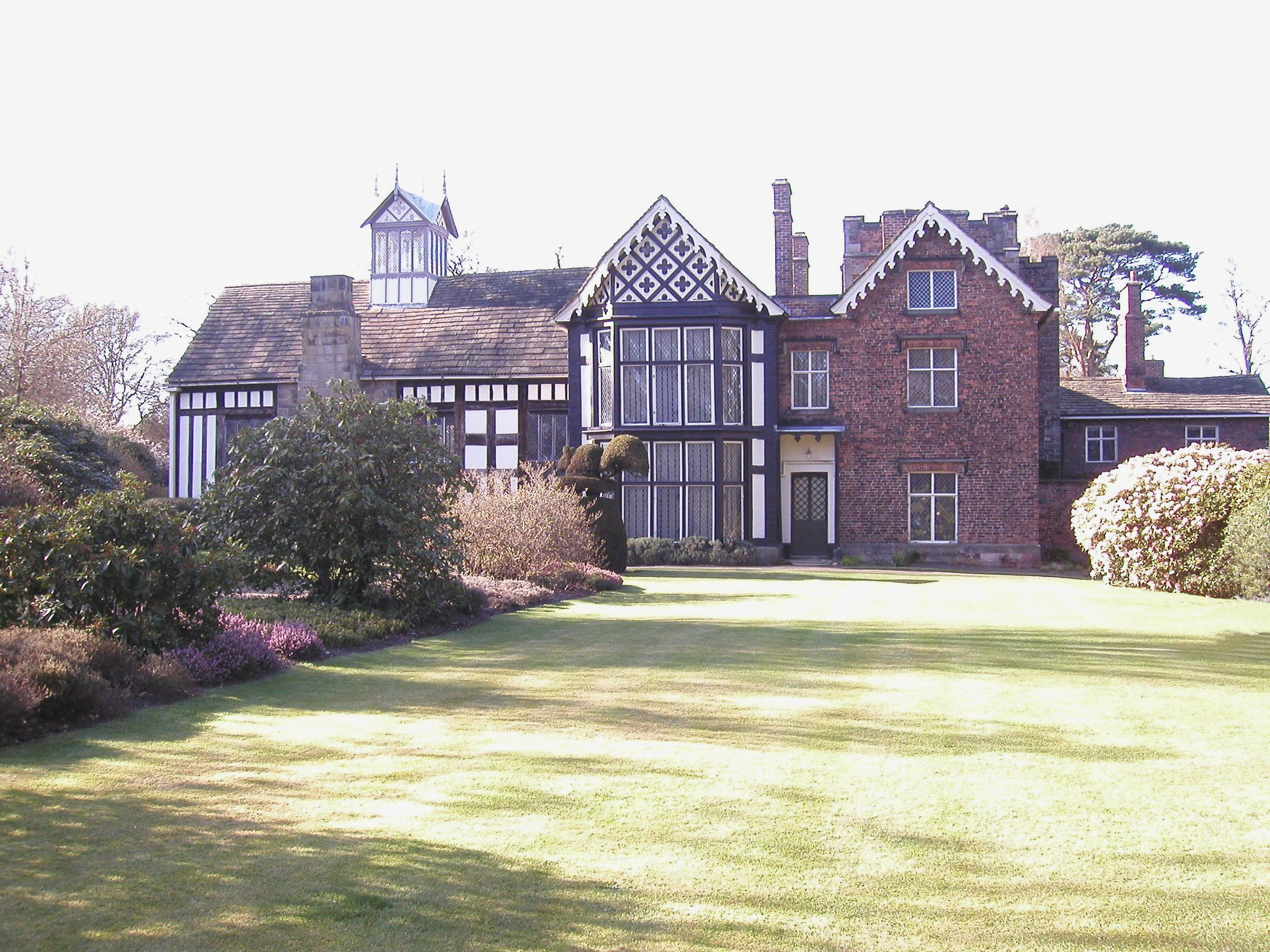
Раффорд Олд Холл, резиденция баронов Хескет

Барон Хескет из Хестека в графстве Ланкашир — наследственный титул в системе пэрства Соединённого королевства. Он был создан 25 января 1935 года для консервативного политика, сэра Томаса Фермора-Хескета, 8-го баронета (1881—1944), который кратко представлял Энфилд в Палате общин Великобритании (1922—1923). 
По состоянию на 2024 год носителем титула являлся его внук, Томас Александр Фермор-Хескет, 3-й барон Хескет (род. 1950), который стал преемником своего отца в 1955 году. Лорд Хескет занимал второстепенные должности в консервативных правительствах Маргарет Тэтчер и Джона Мейджора. Тем не менее он лишился своего места в Палате лордов после принятия Акта Палаты лордов 1999 года.
Титул баронета Хескета из Раффорда в графстве Ланкашир (Баронетство Великобритании) был создан 5 мая 1761 года для Томаса Хескета (1727—1778). Ему наследовал его младший брат, Роберт Хескет, 2-й баронет (1728—1798). Потомок последнего, сэр Томас Джордж Хескет, 5-й баронет (1825—1872), консервативный политик, заседал в парламенте от Престона (1862—1872). Его внук, сэр Томас Фермор-Хескет, 8-й баронет (1881—1944), в 1935 году был возведен в звание пэра как барон Хескет.
Первоначально резиденцией баронов Хескет был Истон Нестон в графстве Нортгемптоншир. Этот дом ранее был резиденцией семьи Фермор (графы Помфрет с 1721 года) и перешел к Хескетам в 1846 году после брака сэра Томаса Джорджа Хескета, 5-го баронета, с леди Энн Мэри Изабеллой Фермор (1828—1870), сестрой и наследницей Джорджа Ричарда Уильяма Фермора, 5-го графа Помфрета (1824—1867). Тем не менее дом Истон Нестон был продан 3-м бароном Хекетом в 2005 году.
Семейная резиденция баронов Хескет — Раффорд Олд Холл в деревне Раффорд в графстве Ланкашир. Это дом был продан Национальному фонду первым бароном Хескетом в 1936 году.

## Бывшие дома и усадьбы баронов Хескет
- Бэнк Холл, графство Ланкашир
- Истон Нестон, графство Нортгемптоншир
- Хомвуд Холл, Уэст-Ланкашир
- Меолс Холл, графство Ланкашир
- Раффорд Олд Холл, графство Ланкашир
- Раффорд Нью Холл, графство Ланкашир

## Баронеты из Раффорда (1761)
- 1761—1778: Сэр Томас Хескет, 1 - й баронет (21 января 1727 — 4 марта 1778), старший сын Томаса Хескета (ум. 1735)[1]
- 1778—1798: Сэр Роберт Хескет, 2-й баронет (23 апреля 1728 — 30 декабря 1798), младший брат предыдущего[2]
- 1798—1842: Сэр Томас Дэлримпл Хескет, 3-й баронет (13 января 1777 — 27 июля 1842), сын Томаса Хескета (ок. 1749—1781), внук предыдущего[3]
- 1842—1843: Сэр Томас Генри Хескет, 4-й баронет (11 февраля 1799 — 10 февраля 1843), единственный сын предыдущего[4]
- 1843—1872: Сэр Томас Джордж Хескет, 5-й баронет (11 января 1825 — 20 августа 1872), единственный сын предыдущего[5]
- 1872—1876: Сэр Томас Генри Фермор-Хескет, 6-й баронет (9 января 1847 — 28 мая 1876), старший сын предыдущего[6]
- 1876—1924: Сэр Томас Джордж Фермор-Хескет, 7-й баронет (9 мая 1849 — 19 апреля 1924), младший брат предыдущего[7]
- 1924—1944: Сэр Томас Фермор-Хескет, 8-й баронет (17 ноября 1881 — 20 июля 1944), старший сын предыдущего, барон Хескет с 1935 года[8].

## Бароны Хескет (1935)
- 1935—1944: Томас Фермор-Хескет, 1-й барон Хескет (17 ноября 1881 — 20 июля 1944), старший сын сэра Томаса Джорджа Фермора-Хескета, 7-го баронета[8]
  - Лейтенант достопочтенный Томас Шарон Фермор-Хескет (7 сентября 1910 — 21 июня 1937), старший сын предыдущего[9]
- 1944—1955: Майор Фредерик Фермор-Хескет, 2-й барон Хескет (8 апреля 1916 — 10 июня 1955), младший брат предыдущего[10]
- 1955 — настоящее время: Томас Александр Фермор-Хескет, 3-й барон Хескет (род. 28 октября 1950), старший сын предыдущего[11]
  - Наследник титула: достопочтенный Фредерик Хаттон Фермор-Хескет (род. 13 октября 1988), единственный сын предыдущего[12].